# パズルボブル2
『パズルボブル2』 (Puzzle Bobble2) は、1995年7月に稼働したタイトーのアーケード用アクションパズル。
同社による『パズルボブルシリーズ』の第2作目。前作に引き続き主人公の「バブルン」および「ボブルン」を操作し、発射台から泡を打ち出し同じ色の泡を3個以上つなげることで消すことができるゲームシステムとなっている。同年11月にはクリスマスおよび正月のイベントが追加されたマイナーチェンジ版である『パズルボブル2X』が稼働した。
開発はタイトー東京開発課が行い、ゲーム・デザインは前作を手掛けた中久木成一、音楽はZUNTATA所属の中山上等兵。本作では初代パズルボブルからの楽曲（海野和子、山田靖子）も編曲し使用。また中澤秀一郎も一部担当している。
1996年にPlayStationおよびWindows、『パズルボブル2X』としてセガサターンに移植された他、1998年にはゲームボーイに移植され『パズルボブルGB』のタイトルで、1999年にはネオジオポケットカラーで内容をアレンジして『パズルボブルミニ』のタイトルで発売された。欧米ではPC/AT互換機やNINTENDO 64にも移植された。その他、1999年にはネオジオのMVS対応のアーケードゲームとしても稼働した他、2003年には『スーパーパズルボブル』のタイトルで携帯電話ゲームとして配信された。アーケード版はPlayStation 2用ソフト『タイトーメモリーズ 下巻』（2005年）に収録された他、2008年にゲームアーカイブス対応ソフトとして配信された。ネオジオ版は2019年にアケアカNEOGEO対応ソフトとして配信された。

## ゲーム内容

### システム
8方向レバー、1ボタン（ボール発射）でバブルを消していればクリアとなる。ボールがデッドラインを超えるとゲームオーバー。
前作にない要素として、パズルモードに画面を左右に広く使ったワイド面が登場している他、以下の新たな障害物やバブルが追加されている。
おじゃまバブル
透明なバブル。消すことができず、上にある色バブルの消去に巻き込んで落とす必要がある。
家庭用移植版や後述の『2X』では、同じ性質で「いんべーだー」の姿になっていることもある。
おじゃまブロック
消すことができず、壁や天井に張り付いている場合は落とすこともできない。壁と違いバブルを当てるとくっついてしまう。ただし、ブロックがラインを超えてもミスにはならない。
スターバブル
輝く星が中に入ったバブル。当たったバブルと同じ色の画面内のバブルを全て消去する。
メタルバブル
鉄球のようなバブル。当たったバブルを貫通し破壊しながら進む。

また、本作にはいくつかの隠しコマンドが存在する。

### ゲームモード
ひとりでパズル
一人用のパズルモード。全6ラウンド&30ステージ。各ラウンドごとにアルファベット名の付いたゾーンを選択可能で、分岐ルートを任意に選択して進んでいく。A- Z + ?（最奥中央）の27エリアにそれぞれ5ステージずつ存在し全135面、かつ裏面のアナザーワールドも含めると全270面のコースになっている。
ひとりで対戦
コンピューターが操るキャラクターとの対戦ができるモード。練習と本編（ふつう・むずかしい）が選べる。練習は3ステージで終了。本編はふつう・むずかしい共通で全12ステージ。1試合の1本勝負。
ふたりで対戦
プレイヤー同士での対戦ができるモード。3試合中2本先取したプレイヤーの勝ちとなる。

### 『パズルボブル2X』の変更点
- 期間限定イベント - タイトーF3システム基板に内蔵したタイマー機能により、クリスマスシーズンや正月になるとタイトルデモ中に追加デモが流れる。
- パズルモードに難易度選択が追加。アナザーワールドの別問もそれぞれ収録されており、全550問になった。
  - 「練習」 - 5ラウンドのみの簡単な問題で終了。
  - 「ふつう」 - 従来のモードに相当するが、問題は全て一新されている。
  - 「X」 - 上級者向けモード。構成は「ふつう」と同じだが、問題がより難しくなっている。
- 対戦モードの最高難易度の表記も「X」に変更。
- 後述の北米アーケード版の背景や演出の一部を導入。

### 日本国外での展開
Bust-A-Move Again
北米向けのアーケード版。キャラクター、音楽、背景などがSF調に一新されており、日本版のバブルンなどは登場しない。背景は全部で15枚あり、地球誕生から現在〜未来の歴史がモチーフになっている。このバージョンの背景や演出は後に日本国内版の『2X』にも一部流用されている。
Puzzle Bobble 2 / Bust-A-Move 2 Arcade Edition
欧州向けのアーケード版では日本版と同じ『Puzzle Bobble 2』としてリリース。また、家庭用移植版は北米版も欧州版も共通で『Bust-A-Move 2 Arcade Edition』である。これらは日本版と同様のバブルンなどのキャラクターや演出に戻っている。
1999年に発売されたMVS版『Puzzle Bobble 2』は国外のみの稼働となった。

## キャラクター
バブルン（1Player）
1プレイヤー側の主人公。少年バビーが緑色の泡吐きドラゴンに変身した姿。本作で初めて「ぱよんぱー」などのボイスが付けられた。本作ではぴかーるに感電させられるなど災難に遭うことが増えたほか、出会いがしらにいきなり首の取れたぱっきーにおびえるなど臆病な面も見られる。
人間のバビーの姿は本作では『2X』の特殊オープニングデモのみの登場。
ボブルン（2Player）
2プレイヤー側の主人公であり、青色の泡吐きドラゴンである。バブルンの双子の弟で、少年ボビーが変身した姿。外見はそっくりだが、ボイスはバブルンと異なる。PS版では隠しコマンドのキャラクターセレクトで1P側でも使用可能。
ちゃっくん
『ちゃっくんぽっぷ』に登場したキャラクター。対戦キャラクターとしては登場せず、VSモードの中央でバトルを見守る。
がーご
練習のステージ1に登場。案山子のミイラ。
かじゃく
練習のステージ2に登場。タバコを吸うくじゃくの女性。
もんすた
練習のステージ3と本編のステージ1に登場。『ちゃっくんぽっぷ』、『バブルボブル』、『レインボーアイランド』に登場した紫色のモンスター。『パズルボブル4』にも登場する。
ぱっきー
ステージ2に登場。緑色の猫型ロボット。首のねじがゆるく、よく落ちている。『パズルボブル4』にも登場する。
うーるん
ステージ3に登場。羊の化身の女の子。ナルシストでピンク色が大好き。バブルンはウインク一つでうーるんにメロメロになっていた。『パズルボブル4』にも登場する。
ぴかーる
ステージ4に登場。電球のようなキャラクターで、電気が発生する。
がらーにょ
ステージ5に登場。エジプトからやってきたツタンカーメン。
ちゅんちゅん
ステージ6に登場。ネズミの化身の中華風な女の子。イタズラ好き。よく回っていてその速さはバブルンが目を回すほど。
びるがん
ステージ7に登場。岩石の化身で、頭部がビルになっている。アーケード版では隠しコマンドの対象外で使用できないが、家庭用では選択可能。
まいた
ステージ8に登場。『ちゃっくんぽっぷ』、『バブルボブル』、『レインボーアイランド』に登場した、白いローブを羽織った幽霊のようなキャラクター。岩を投げる他、勝利すると4体に分身する。『ちゃっくんぽっぷ』でタイマー役として登場していたが、エンディングのカットシーンでそれを再現した場面がある。
どらぼー
ステージ9に登場。ドラキュラの男性。元はコウモリの集合体。
ちょっきんたぁ
ステージ10に登場。ハサミを持ったロボット。氷のステージで箱を見つけたバブルンが近づくとびっくり箱のように飛び出してくる。
バブルンプロトタイプ（ばぶるんろぼ）
ステージ11に登場。『ダライアス』のような演出で登場する巨大メカ。外見の名前は「ばぶるんろぼ」と表示されている。倒すと本体が壊れ、中からどらんくが現れる。アーケード版では隠しコマンドの対象外で使用できないが、家庭用では選択可能。
どらんく
最後の戦い（ステージ12）でバブルンプロトタイプを倒した直後に登場。『バブルボブル』などに登場したボス。イタズラ好きの魔法使い。アーケード版の『2』では使用できないが、家庭用や『2X』では隠しコマンドで選択可能。
ウサギ
ピンク色で毛がハリネズミのように逆立った直立するウサギ。アーケード版ではタイトル画面のパネルやエンディングの集合イラストのみの登場。セガサターン版の隠しコマンドで選択可能。
ハンドル
北米版『Bust-A-Move Again』のプレイヤーキャラクター。ハンドルを回す人の手。日本版でも隠しコマンドで選択可能で、『2X』では砲台を使う。PS版では未登場。
パソコン
北米版『Bust-A-Move Again』のコンピュータキャラクター（全ステージ共通）。日本版でも隠しコマンドで選択可能で、『2X』も同上。PS版では未登場。
いらすとばぶるん&いらすとぼぶるん
スケッチイラスト調のバブルンとボブルン。『2』では登場せず、『2X』の隠しコマンドで選択可能。
いんべーだー
『バブルボブル』等に登場する、『スペースインベーダー』のインベーダーをモデルにした紫色の敵キャラクター。「おじゃまバブル」の代わりにバブルに紛れていることがあり、性質もおじゃまバブルと同様。
小夜ちゃん
『奇々怪界』に登場したキャラクター。対戦キャラクターとしては登場せず、エンディング後に登場。

## 他機種版
| No. | タイトル                                                                                                | 発売日                                           | 対応機種                                                 | 開発元                       | 発売元                                                     | メディア                                | 型式                                   | 備考 | 出典              |
| --- | --- | ------------------------------------------------ | -------------------------------------------------------- | ---------------------------- | ---------------------------------------------------------- | --------------------------------------- | -------------------------------------- | --- | ----------------- |
| 1   | パズルボブル2 Bust-A-Move 2: Arcade Edition                                                             | 1996年3月29日 1996年6月4日 1996年8月             | PlayStation                                              | Acclaim Studios Limited      | タイトー アクレイム                                        | CD-ROM                                  | SLPS-00284 SLUS-00233 SLES-00278       | タイムアタックモード収録 |                   |
| 2   | パズルボブル2X Bust-A-Move 2: Arcade Edition                                                            | 1996年7月26日 1996年8月28日 1996年9月24日        | セガサターン                                             | Acclaim Studios Limited      | タイトー アクレイム                                        | CD-ROM                                  | T-1106G T-8132H T-8132H-50             | 『2X』と『2』を同時収録、エディットモード収録 |                   |
| 4   | Bust-A-Move 2: Arcade Edition                                                                           | 1996年 1997年                                    | PC/AT互換機                                              | Acclaim Studios Limited      | アクレイム                                                 | CD-ROM                                  | -                                      | セガサターン版をベースにした移植 |                   |
| 5   | PlayStation the Best for Familly パズルボブル2                                                          | 1997年3月20日                                    | PlayStation                                              | Acclaim Studios Limited      | タイトー                                                   | CD-ROM                                  | SLPS-91018                             | 廉価版 |                   |
| 6   | Bust-A-Move 2 Arcade Edition パズルボブル2                                                              | 1996年 1997年                                    | Windows                                                  | タイトー                     | ゲームバンク                                               | CD-ROM                                  | -                                      | セガサターン版をベースにした移植 |                   |
| 7   | パズルボブル2X+スペースインベーダー                                                                     | 1997年4月4日                                     | セガサターン                                             | タイトー                     | タイトー                                                   | CD-ROM                                  | T-1111G                                | 『スペースインベーダー』との2本パック |                   |
| 8   | Bust-A-Move 2: Arcade Edition パズルボブルGB Bust-A-Move 2: Arcade Edition                              | 1998年2月 1998年4月10日 1998年                   | ゲームボーイ                                             | Crawfish Interactive         | アクレイム タイトー アクレイム                             | 1メガビットロムカセット                 | DMG-ABUE-USA DMG-AGPJ-JPN DMG-ABUP-EUR | 1人用のみ、PlayStation版をベースにした移植 |                   |
| 9   | Bust-A-Move 2 - Arcade Edition                                                                          | 1998年5月20日 1998年                             | NINTENDO 64                                              | Acclaim Studios Limited      | アクレイム                                                 | ロムカセット                            | NUS-NBUE-USA NUS-NBUP-EUR              | PlayStation版をベースにした移植 |                   |
| 10  | サタコレ パズルボブル2X                                                                                 | 1998年7月23日                                    | セガサターン                                             | Acclaim Studios Limited      | タイトー                                                   | CD-ROM                                  | T-1114G                                | 廉価版 |                   |
| 11  | パズルボブルミニ Bust-A-Move Pocket Puzzle Bobble Mini                                                  | 1999年3月26日 1999年4月30日 1999年               | ネオジオポケット ネオジオポケットカラー対応              | 浮世亭                       | SNK                                                        | ロムカセット                            | NEOP00200 NEOP00201 NEOP0020           | 『2』をベースにしたアレンジ移植 通信ケーブル対応 | [ 1 ]             |
| 12  | PCゲームBestシリーズ Vol.2 パズルボブル2                                                                | 1999年4月9日                                     | Windows                                                  | サイバーフロント             | サイバーフロント                                           | CD-ROM                                  | -                                      | 廉価版 |                   |
| 13  | パズルボブル2 Bust-A-Move Again EX Puzzle Bobble 2                                                      | INT 1999年                                       | ネオジオ (MVS)                                           | タイトー                     | SNK                                                        | 業務用基板                              | NGM-0248                               | 家庭用ネオジオでは未発売 |                   |
| 14  | MACゲームBestシリーズ Vol.1 パズルボブル2                                                               | 2000年1月28日                                    | Macintosh                                                | イスコ                       | サイバーフロント                                           | CD-ROM                                  | -                                      | セガサターン版をベースにした移植 | [ 2 ]             |
| 15  | PCゲームBESTシリーズ メガヒット Vol.12 パズルボブル 2                                                   | 2003年4月4日                                     | Windows                                                  | コーエー                     | コーエー                                                   | CD-ROM                                  | -                                      | 廉価版 |                   |
| 16  | スーパーパズルボブル                                                                                    | 2003年5月6日                                     | mova505i専用 （iアプリ）                                 | タイトー                     | タイトー                                                   | ダウンロード （タイトーG＠meパーク）    | -                                      | | [ 3 ]             |
| 17  | スーパーパズルボブル                                                                                    | 2003年11月6日                                    | EZアプリ (Java)対応端末 （EZアプリ）                     | タイトー                     | タイトー                                                   | ダウンロード （タイトーゲームエキスポ） | -                                      | | [ 4 ]             |
| 18  | スーパーパズルボブルDX                                                                                  | 2003年12月17日                                   | ボーダフォンライブ! （Vアプリ）                          | タイトー                     | タイトー                                                   | ダウンロード                            | -                                      | 「とことんも〜ど」と「ぱずるも〜ど」を収録 | [ 5 ]             |
| 19  | スーパーパズルボブルVS                                                                                  | 2004年3月23日                                    | FOMA900i専用 （iアプリ）                                 | タイトー                     | タイトー                                                   | ダウンロード （タイトーG@meパーク）     | -                                      | 『スーパーパズルボブル』の対戦対応型 | [ 6 ]             |
| 20  | タイトーメモリーズ 下巻                                                                                 | 2005年8月25日                                    | PlayStation 2                                            | タイトー                     | タイトー                                                   | DVD-ROM                                 | SLPM-66092                             | アーケード版の移植 |                   |
| 21  | Taito Legends 2                                                                                         | 2006年3月31日 2007年5月16日 2007年7月10日        | PlayStation 2 Windows Xbox                               | Empire Interactive Destineer | PS2: Mine Loader Software Windows/Xbox: Empire Interactive | PS2/Xbox:DVD-ROM Windows:CD-ROM         | PS2: SLUS-21122 SLES-53438             | 北米PS2版のみアーケード版『Bust-a-Move Again』の移植 それ以外はアーケード版『Puzzle Bobble 2』の移植                                                           |                   |
| 22  | パズルボブル2                                                                                           | 2008年9月10日                                    | PlayStation 3 PlayStation Portable (PlayStation Network) | Acclaim Studios Limited      | スクウェア・エニックス                                     | ダウンロード （ゲームアーカイブス）     | -                                      | PlayStation版の移植 | [ 7 ] [ 8 ] [ 9 ] |
| 23  | INT Puzzle Bobble 2 パズルボブル2                                                                       | INT 2019年2月7日 2019年2月14日 PAL 2020年4月16日 | Nintendo Switch PlayStation 4 Xbox One                   | ハムスター                   | ハムスター                                                 | ダウンロード （アケアカNEOGEO）         | -                                      | ネオジオ版の移植 日本ではPS4版のみ2月14日配信開始 | [ 10 ] [ 11 ]     |
| 24  | イーグレットツー ミニ                                                                                   | 2022年3月2日                                     | 卓上ゲーム機                                             | タイトー                     | タイトー                                                   | -                                       |                                        | アーケード版『2X』の移植 |                   |
| 25  | パズルボブル2X/バスト ア ムーブ2 アーケードエディション & パズルボブル3/バスト ア ムーブ3 Sトリビュート | INT 2023年2月2日                                 | Nintendo Switch PlayStation 4 Xbox One PC(Steam)         | シティコネクション           | シティコネクション                                         | ダウンロード                            | -                                      | セガサターン版ベースの移植 海外版（『バスト ア ムーブ2 アーケードエディション』）も収録 『パズルボブル3』とその海外版（『バスト ア ムーブ3』）とのカップリング | [ 12 ] [ 13 ]     |

PlayStation版、NINTENDO64版（日本国外）
アーケード版の『2』の移植に加え、クリアするまでの時間を競う「タイムアタックモード」が追加されている。対人戦でも隠しコマンドによるキャラクターセレクトが可能になっており、ステージ7以降のキャラクターは一旦倒した後に使用可能になる。
- TIME ATTACK - 対戦時のように画面が2分割されており、1人だけでなく2人同時プレイも可能。
  - 1 PLAYER - ルート選択形式ではなく、第1作のように順番に解いていく形式を採用している。初期状態では1 - 10面まで最初から選択可能で、10面をクリアすると新たに11面以降が順番に出現していき、一度出現させた面は以降メニューから自由選択可能になる。クリアタイムが上位3名まで記録される。50面までクリアすると一旦終了になり、次回から51面以降が出現。さらに全80面をクリアすると完全クリアとなる。
  - 2 PLAYERS - 出現済みの面からランダムに選出され、2人同時にスタートして先にラウンドクリアした方が勝者となり、これを繰り返して「MATCH POINT」で設定した本数分を先にクリアしたプレイヤーが勝利。2人ともクリア失敗した場合は同じラウンドに再挑戦となるが、「CHALLENGE POINT」で設定した回数を超えると自動的に別のラウンドに切り替わる。

セガサターン版『パズルボブル2X』、MS-DOS版（日本国外）、Windows版、Macintosh版
アーケード版の『2』と『2X』を同時収録しており、ゲーム開始時に選択可能。加えて、プレイヤー自身がオリジナルステージを作成可能な「エディットモード」が追加されており、30面まで保存可能となっている。
セガサターン版『パズルボブル2X+スペースインベーダー』
セガサターン版は後に『スペースインベーダー』と、2つのタイトルがセットになった2本パック版のパッケージも発売された。
ゲームボーイ版『パズルボブルGB』
上記のPlayStation版『2』準拠の移植だが、1人用モードのみ収録。画面がモノクロのため、色の濃淡だけでなく模様でバブルの違いを表現している。セーブが存在しないため、「タイムアタック」は20面以降、10面毎にパスワードが出る方式となっており、全88面に増加している。
ネオジオポケット版『パズルボブルミニ』
ネオジオポケットカラー対応。ルールや収録ステージ、BGMは『2』準拠だが、本作独自の構成になっている。モノクロ本体での起動時はGB版と同様、色の代わりに模様でバブルの違いを表現するようになる。
- PUZZLE - 上記PlayStation版における「タイムアタック」とほぼ同様のルールで、順番に解いていく形式を採用しているが、1人専用のため本編のワイド面も組み込まれている。初期状態では1 - 10面まで最初から選択可能で、10面をクリアすると新たに11面以降が順番に出現していき、全99面をクリアするとエンディングとなる。
- VS-COM - 8人の敵キャラクターを選んで戦い、勝利したキャラクターに王冠が付く形式。対戦相手は『2』から入れ替わっており、どらんく・いんべーだ・もんすた・ぜんちゃん・ばねぼう・ぷるぷる・まいた・ひでごんすの8体を順不同で全員倒すとエンディングとなる。
- VS-PLAYER - 通信ケーブル接続時のみVS-COMと入れ替わりで選択可能。対人戦。
- SURVIVOR - エンドレスモード。

携帯電話ゲーム版『スーパーパズルボブル』
出現し続けるバブルを次々とゲームオーバーになるまで消し続ける「とことんモード」が追加されている。
タイトルはアーケードゲーム『スーパーパズルボブル』（1999年）や、その家庭用版と同名であるが、内容はそのいずれとも別物で『2』のグラフィックや演出をベースにしたアレンジ移植となっている。ただし、タイトル通り『スーパーパズルボブル』の新要素である巨大な「でかバブル」が追加されている。
Sトリビュート版（Nintendo Switch、PlayStation 4、Xbox One、Steam）
シティコネクションがプロデュースする、セガサターン時代の作品を復刻するプロジェクト「Sトリビュート」シリーズの1作品として配信。セガサターン版ベースの移植であり、日本版『パズルボブル2X』とその欧米版『バスト ア ムーブ2 アーケードエディション』、日本版『パズルボブル3』とその欧米版『バスト ア ムーブ3』の計4タイトルを収録。「Sトリビュート」独自の機能として「巻き戻し」「スローモード」「クイックセーブ/ロード」「クレジット無限」「スキャンライン設定」「隠し機能のON・OFF」といった機能が加わっている。

## スタッフ
アーケード版
- ゲーム・デザイン：中久木成一
- キャラクター・デザイン：木下一洋
- プログラム：丸山尋司、野口順一郎
- サウンド：ZUNTATA
  - 中山上等兵、KARU（海野和子）、YASUKO（山田靖子）、SYU（中澤秀一郎）
- キャラクター・デザイン：BAWBAW（松村謙太郎）、寺田幸司、KAT（加藤久和）、T.AKITSU-OSARU-（穐津貴子）、網野利恵、UOOSY MALER、梶原優子、ささきりょうた、香宗我部恭信、神谷美和、小林利恵子、MIYABI（田代みやび）、菊池正美、ANPANMANDA、平塚さおり、バップ
- デザイン：溝部久美、吉羽孝雄、大坂誠、もりよしひろ
- スペシャル・サンクス：清水久雄、藤原英裕、八木正樹、豊田巧、川石徹、FJT（藤田允）、たけだとみお、樺澤典雄、かわばたえいじ、阿部直光、常岡昌俊、T.TSUDA、井上治、OGR（小倉久佳）、BABI（石川勝久）、春日はるみ、MELTYCAT!（金子尚史）、AKI（高田明義）、TKHC03.5、TMR（津森康男）、NOB、ふるかわたかあき、MARI（福崎真理）、Q.C.セクション

PlayStation版
- ゲーム・デザイン：中久木成一
- プログラム：藤本貴文 (TEAM SHINSEN) 、藤田勝幸 (TEAM SHINSEN)
- キャラクター・エディター：森田健一
- サウンド：ZUNTATA
  - 中山上等兵、KARU（海野和子）、YASUKO（山田靖子）、SYU（中澤秀一郎）
- キャラクター・デザイン：BAWBAW（松村謙太郎）、寺田幸司、KAT（加藤久和）、神谷美和、菊池正美
- ディレクター：今村善雄
- アシスタント・ディレクター：藤本貴文 (TEAM SHINSEN)
- プロデューサー：西角友宏
- エグゼクティブ・プロデューサー：松高誠三

セガサターン版
- ゲーム・デザイン：中久木成一、古賀友二
- プログラム：佐々木剛志、きょくひろし
- キャラクター・エディター：森田健一、早瀬亮介
- キャラクター・デザイン：BAWBAW（松村謙太郎）、寺田幸司、KAT（加藤久和）、神谷美和、菊池正美
- サウンド：ZUNTATA
  - 中山上等兵、KARU（海野和子）、YAG（八木下直人）、YASUKO（山田靖子）、SYU（中澤秀一郎）
- マップ・デザイン：大坂誠、NOB（黒木伸章）、阿部直光
- ディレクター：今村善雄
- プロデューサー：緒方正樹
- エグゼクティブ・プロデューサー：松高誠三

## 評価
アーケード版
ゲーム誌『ゲーメスト』の企画「第10回ゲーメスト大賞」（1996年度）において、読者投票により年間ヒットゲーム30位を獲得した。

PlayStation版
ゲーム誌『ファミ通』の「クロスレビュー」では合計25点、『PlayStation Magazine』の読者投票による「ゲーム通信簿」での評価は以下の通り、22.0点（満30点）となっている。

| 項目 | キャラクタ | 音楽 | お買得度 | 操作性 | 熱中度 | オリジナリティ | 総合 |
| 得点 | 3.9        | 3.6  | 3.5      | 3.7    | 3.8    | 3.5            | 22.0 |
セガサターン版
ゲーム誌『ファミ通』の「クロスレビュー」では合計24点、『SATURN FAN』の読者投票による「ゲーム通信簿」での評価は以下の通り、22.0点（満30点）となっている。

| 項目 | キャラクタ | 音楽 | お買得度 | 操作性 | 熱中度 | オリジナリティ | 総合 |
| 得点 | 3.8        | 3.4  | 3.6      | 3.7    | 3.9    | 3.5            | 22.0 |

ゲームボーイ版
ゲーム誌『ファミ通』の「クロスレビュー」では合計22点となっている。

## 備考
- 発売時のキャッチフレーズは「人気が出たからといってすぐ“2”を作っちゃうんだから」という触れ込みであったが、実際には前作『パズルボブル』が正式発売（タイトー系列では既に先行発売）される前の時点の1994年12月に東京の神保町にあった「ハイテクノーベル神保町」というゲームセンターで既に本作のロケテストが行われている。
- 1997年10月2日発売のPlayStation用ソフト『サイキックフォース パズル大戦』は、本作『パズルボブル2』のシステムがほぼそのまま流用されている。
- Wiiウェア版『PUZZLE BOBBLE Wii』（2009年）およびXbox Live Arcade版『PUZZLE BOBBLE Live!』（2009年）のダウンロードコンテンツとして、『パズルボブル2』のステージ構成を再現したものが配信されている。